# Gare de la Défense
Gare de la Défense je podzemní nádraží ve městě Puteaux. Nachází se v obchodní čtvrti La Défense v blízkosti mrakodrapu Grande Arche. Nádraží slouží příměstské železnici RER (linky RER A a RER E), vlakům Transilien (linky L a U) na trati Saint-Lazare – Versailles a tramvajové lince T2. Podzemním tunelem je propojeno se stejnojmennou stanicí, kde je možné přestoupit na linku 1 pařížského metra. Zatímco v roce 1973 činil počet denních pasažérů 4420 osob, v roce 2003 to již bylo 31 500. V roce 2019 stanici využilo 64,3 milionu cestujících.

## Historie
Ačkoliv trať Paříž-Saint-Lazare – Versailles existuje od roku 1839, nádraží zde nebylo zřízeno. Teprve v dubnu 1959 bylo otevřeno provizorní nádraží kvůli výstavě květin v nově otevřeném Centre des nouvelles industries et technologies (Centrum nového průmyslu a technologií). Toto nádraží ale fungovalo pouze pro účely výstavy, běžné vlaky zde nezastavovaly. Definitivní nádraží zde bylo otevřeno 15. února 1970, když byla prodloužena trať RER A. V roce 1976 bylo nádraží zakryto betonovou deskou, aby stejně jako ostatní typy dopravy v rozvíjející se čtvrti, bylo ukryto v podzemí.
V roce 1993 byly dvě koleje vyčleněny pro tramvajovou linku T2, která začala nádraží využívat 2. července 1997. V roce 2012 byla tramvajová nástupiště prodloužena na délku 130 m, což je dvojnásobek délky tramvajové soupravy (65 m). Díky tomu je možné lépe zvládat velké počty cestujících, které stanici po prodloužení linky T2 do města Bezons využívají. Ze stejného důvodu byly také vybudovány nové vstupy na nástupiště.
Od 6. května 2024 jezdí do La Défense také linka RER E, a to díky otevření nového tunelu ze stanice Haussmann - Saint-Lazare do Nanterre-La Folie.

## Využití nádraží
Nádraží má 12 kolejí a 6 ostrovních nástupišť. Horní podlaží využívají vlaky Transilien (dvě nástupiště se čtyřmi kolejemi) a tramvajová linka T2 (jedno nástupiště se dvěma kolejemi). Dolní podlaží, jehož nástupiště jsou oproti těm na horním podlaží kolmé, patří vlakům RER. Linka A má k dispozici dvě nástupiště se čtyřmi kolejemi, linka E jedno nástupiště se dvěma kolejemi.
Vlaky Transilien, které provozuje státní dopravce SNCF, zajišťují spojení departementů Hauts-de-Seine a Yvelines. Vlaky Transilien L vyjíždí z nádraží Saint-Lazare a směřují do Versailles či L'Étang-la-Ville, Transilien U spojuje La Défense, Versailles a La Verrière.

## Další rozvoj
Do roku 2030 by měla v La Défense vzniknout stanice okružní linky metra 15, která je součástí velkého projektu Grand Paris Express. Stanice bude umístěna mezi hlavním nádvořím (Parvis de la Défense) a novou promenádu Rose de Cherbourg.
Dalším zvažovaným projektem je rozšíření nádraží také pro dálkové spoje. V červnu 2009 oznámil francouzský prezident Nicolas Sarkozy záměr vybudovat dvě vysokorychlostní tratě z Paříže do Normandie a Amiens. Výstavba těchto tratí však byla odložena na neurčito, stejně jako vznik stanice pro vysokorychlostní vlaky v La Défense.

## Galerie

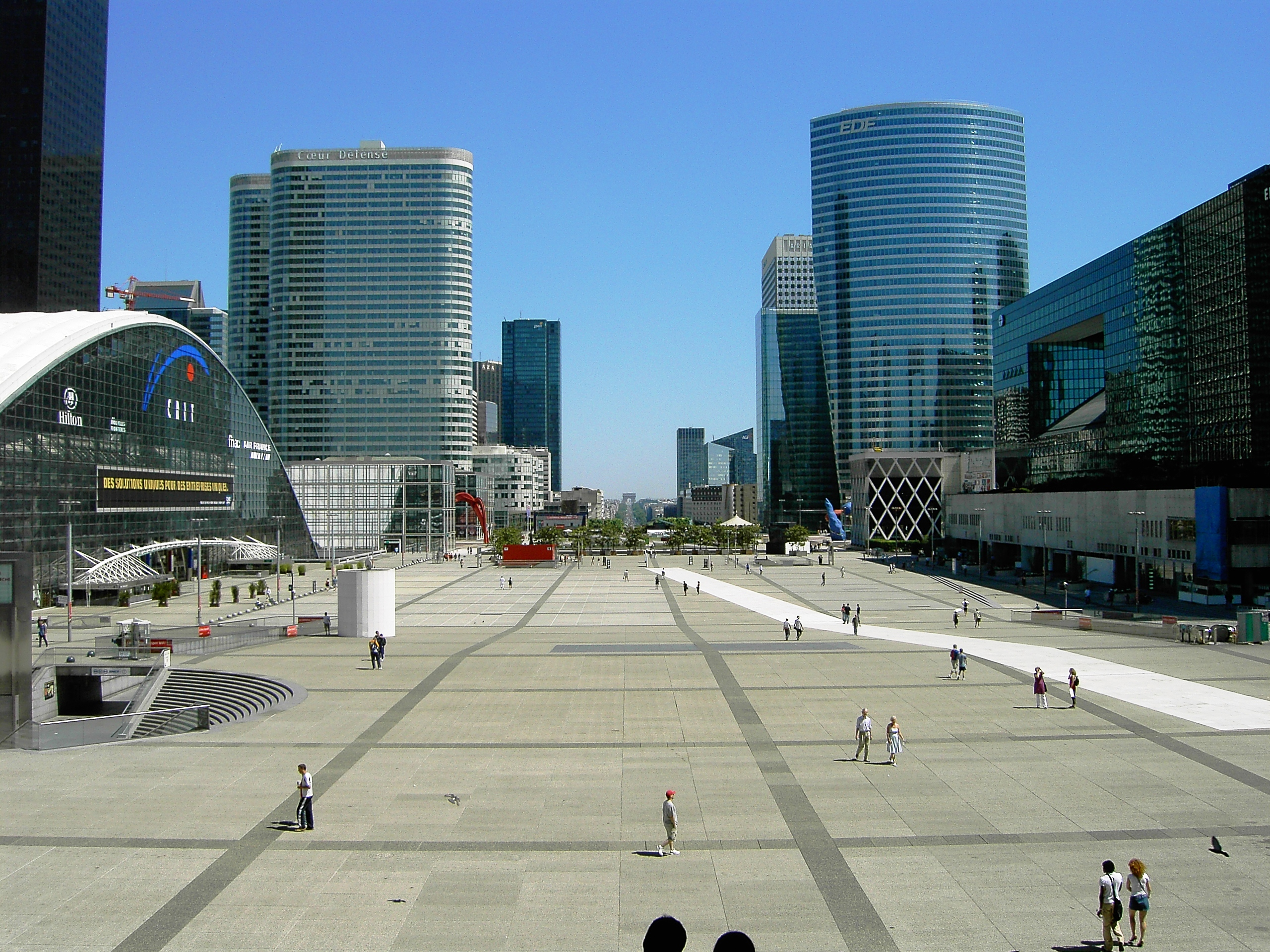
Hlavní nádvoří (Parvis de la Défense)
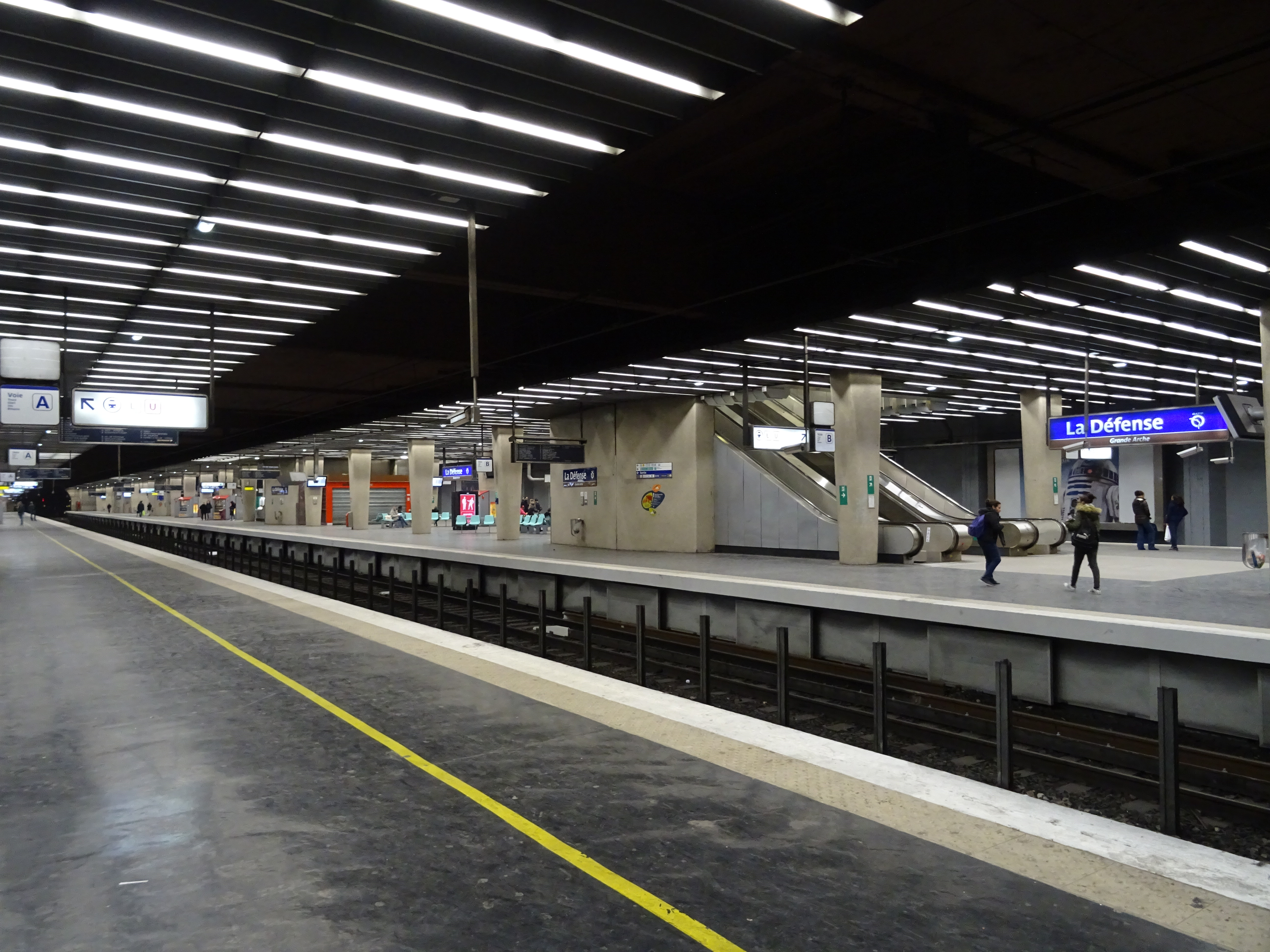
Nástupiště linky RER A
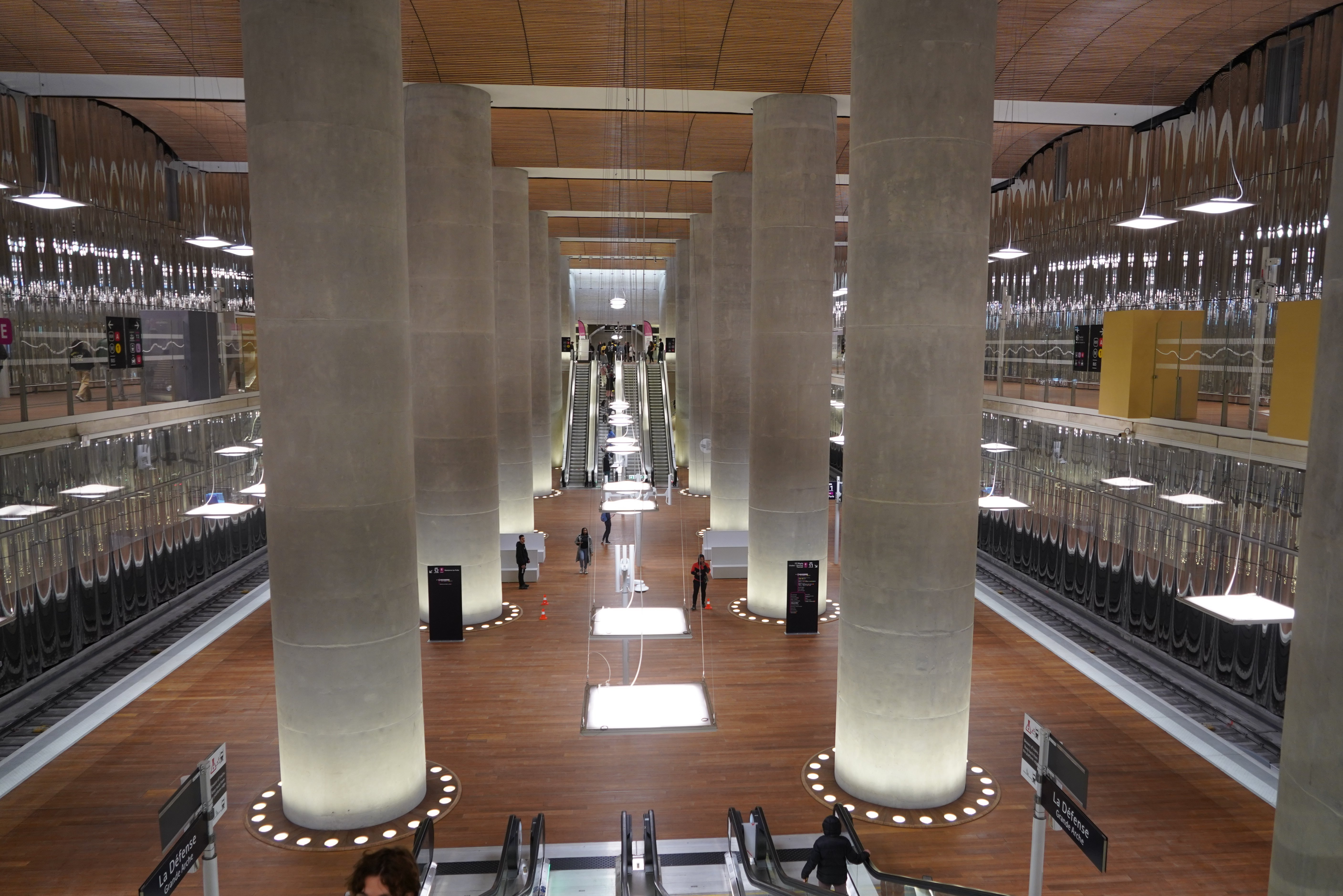
Nástupiště linky RER E
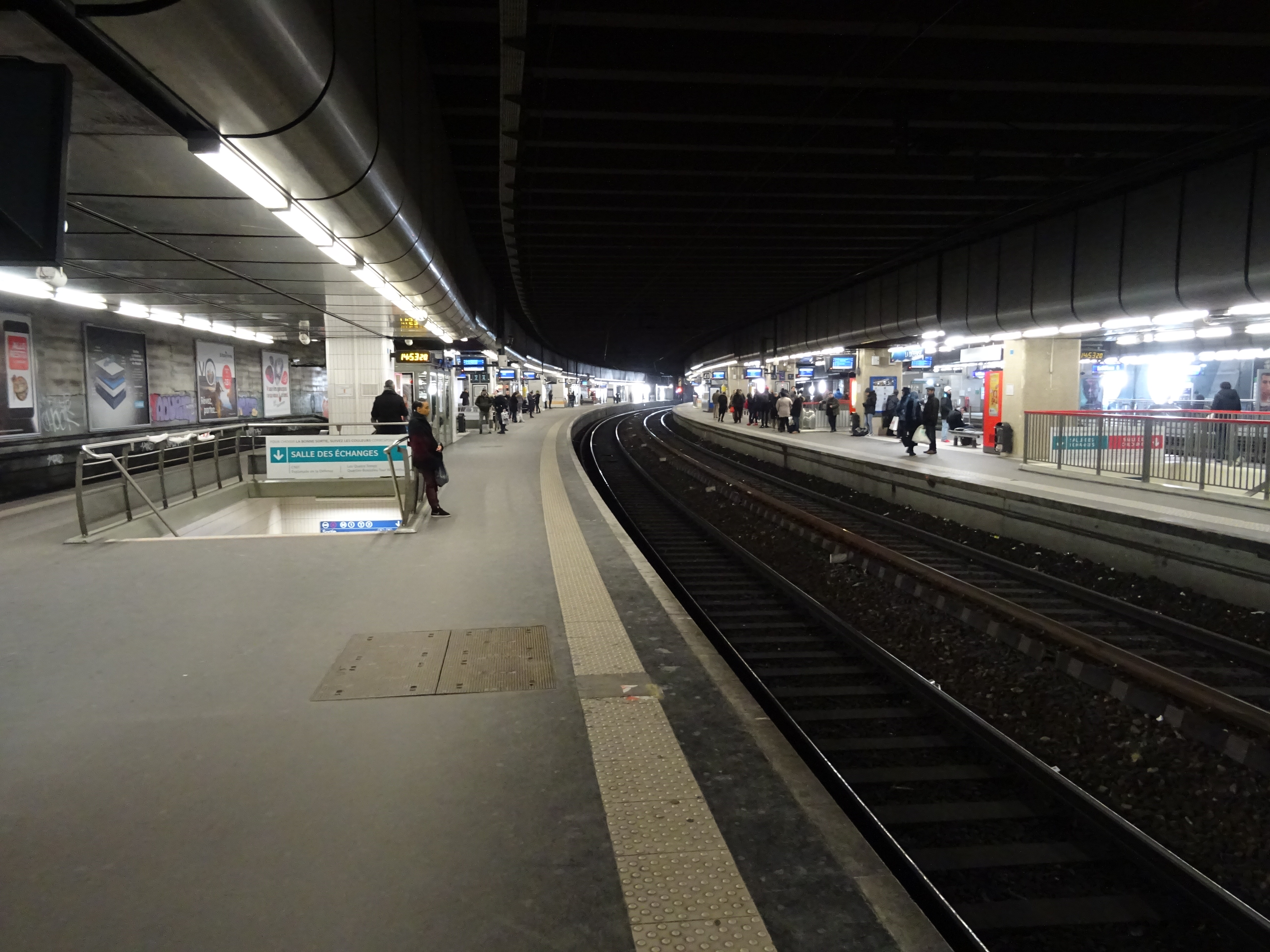
Nástupiště linek Transilien L a U
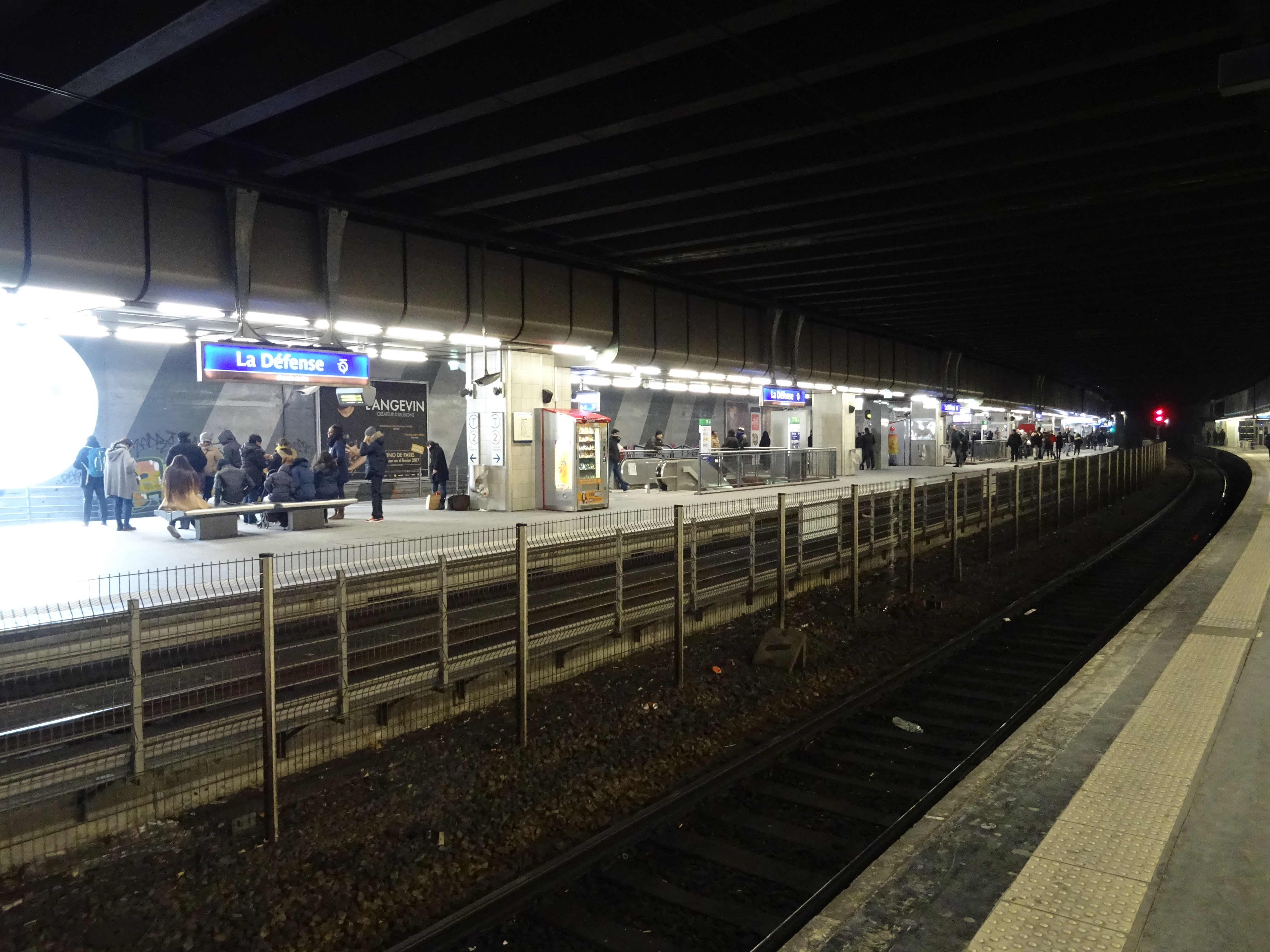
Nástupiště tramvajové linky T2
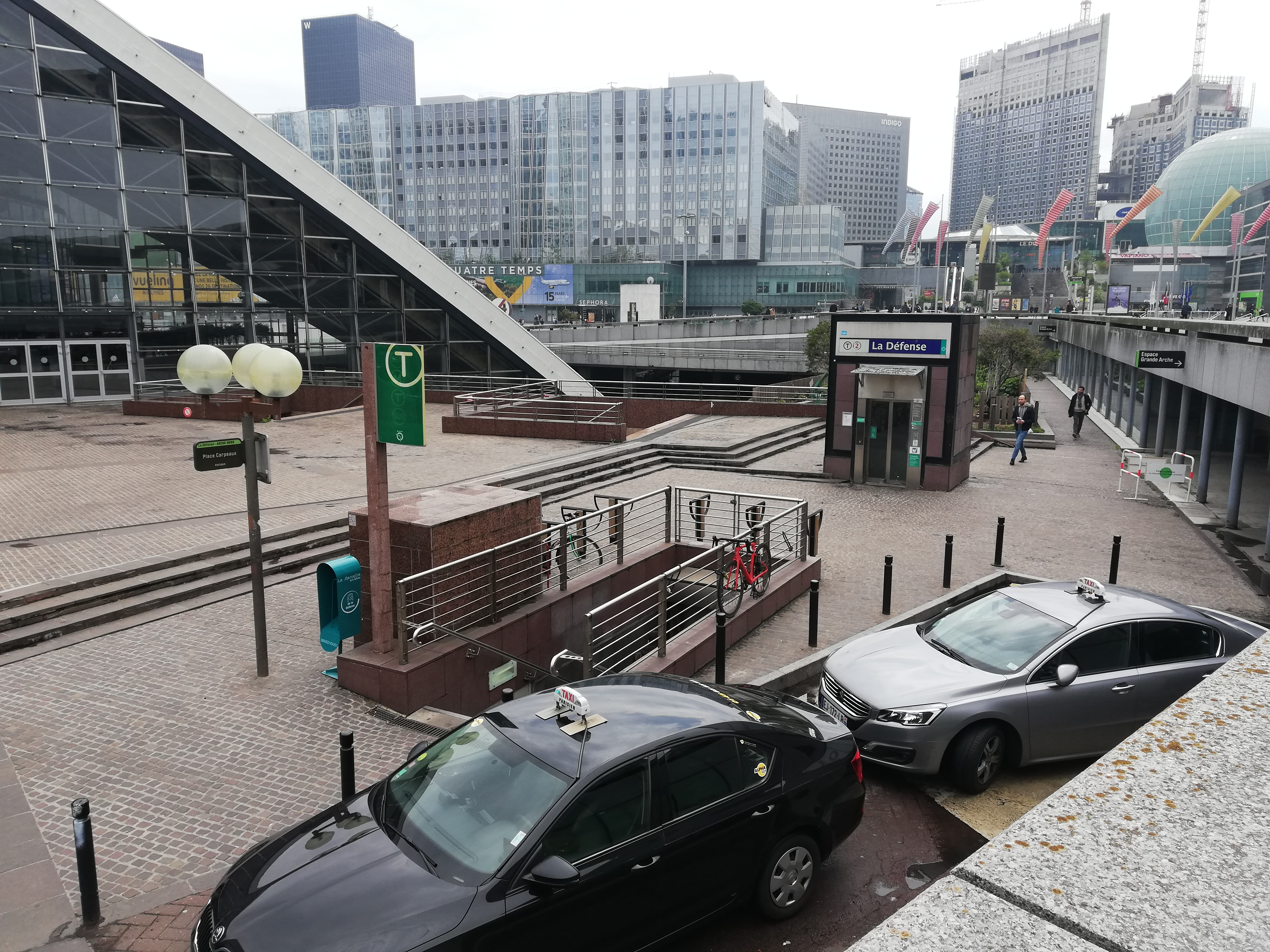
Vstup na nástupiště linky T2